# Барометрична нивелация
Барометричната нивелация е геодезически метод за определяне на височините на дадени точки. Той се основава на откритието на Еванджелиста Торичели, че атмосферното налягане зависи от надморската височина. Голямото предимство на този тип нивелация е това, че не е необходимо да има видимост между точките и че може да се извършва при най-трудни теренни условия.
Налягането на морското ниво при географска ширина 45° и температура на въздуха 0 °C е 760 mmHg (101 325 Pa). Това налягане се нарича нормално атмосферно налягане. Височината, на която трябва да се изкачим, за да спадне налягането с 1 mmHg, се нарича барометрично стъпало и не е константна величина. При изкачване от 0 до 700 m височината на стъпалото е около 11 m, а от 700-1400 m тя е приблизително 12 m.
Формулата даваща превишението при барометрична нивелация в опростен вид изглежда така:
U1,2=K·(1 + L·t)·lg(B1/B2)
- U1,2 – търсеното превишение между точки 1 и 2
- К – барометрична константа (за България – 18474)
- L – коефициент на разширение на въздуха (0.00367)
- t – средна температура на въздуха измерена в двете точки (t= (t1 + t2)/2
- B1, B2 – измерените атмосферни налягания в точки 1 и 2